# Skirt Shy
Skirt Shy è un cortometraggio statunitense del 1929, diretto da Charley Rogers e Fred Guiol, con Harry Langdon.

## Trama
Maggie consiglia al proprio personale di servizio, il maggiordomo Dobbs e Nancy, di trovarsi un nuovo lavoro, perché la casa, sulla quale grava un'ipoteca, dovrà essere lasciata l'indomani. L'unica scappatoia sarebbe che il benestante Edgar chieda Maggie in moglie.
Di lì a poco Edgar si presenta alla porta di Maggie per chiederne la mano, ma, poiché la donna è momentaneamente assente, Dobbs non trova niente di meglio da fare che travestirsi da donna spacciandosi per Maggie. Edgar, peraltro, entrato in casa perde gli occhiali, per cui abbocca facilmente all'inganno di Dobbs.
Tuttavia si presenta un altro pretendente di Maggie, che non vede da 20 anni, e anche lui scambia Dobbs per la sua amata. Fra i due pretendenti si scatena una lotta furibonda, mentre Maggie torna a casa.